# Межденик
Межденик (до 29 юни 1942 г. Междерлик) е нископланински рид в Средногорско-Подбалканската подобласт, в Област Сливен, южно от Твърдишката котловина.
Нископланинският рид Межденик се издига южно от Твърдишката котловина и я отделя от разположената на запад Казанлъшката котловина. На юг Межденишкия пролом (Бинкоски пролом) го отделя от Сърнена Средна гора, а на изток чрез много ниска седловина се свързва с Шивачевски рид.
От запад на изток дължината му е 12 – 13 км, а ширината – 7 – 8 км. Най-високата му точка връх Тилилееца (604,2 м) и е разположена в средната му част. Западните и южните му склонове обърнати към язовир „Жребчево“ са стръмни, а северните и източните, обърнати към Твърдишката котловина – полегати. Изграден е предимно от гранити. Почвите са предимно излужени канелени горски. Северните му склонове са обрасли с редки дъбови гори. Ксеротермна тревна растителност. Ниските му западни и южни склонове са залети от водите на язовир „Жребчево“. В южното му подножие, в непосредствена близост до язовирната стена е хижа „Средногорец“, сега превърната в модерен хотелски комплекс.
По северното му подножие е разположено село Оризари, а по южното – село Баня.
По източното му подножие, на протежение от 6,1 км преминава участък от третокласен път № 662 Нова Загора – Твърдица – Елена.

## Топографска карта
- Лист от карта K-35-52. Мащаб: 1 : 100 000.
- Лист от карта K-35-53. Мащаб: 1 : 100 000.